# Hugh Pollard (Schauspieler)
Hugh Pollard (* 26. September 1975 in St Pancras, London) ist ein britischer Schauspieler und Kameramann.

## Leben
Bekannt wurde er vor allem durch seine Rolle als Hänsel im Film Hänsel und Gretel (1987) an der Seite von Nicola Stapleton als Gretel, des Weiteren wirkte er auch in den Fernsehserien Simon and the Witch sowie bei der im deutschen Sprachraum unbekannten Polizeiserie The Bill mit.
1999 heiratete Pollard Nicola Skyes, seit August 2001 lebt er in einem Dorf am Ufer von Grafham Water, Cambridgeshire, Vereinigtes Königreich. Heute arbeitet er als Kameramann, diese Arbeit brachte ihn bis nach Griechenland, Kanada und Deutschland, und beinhaltet unter anderem das Aufnehmen von sportlichen Veranstaltungen wie Athletismus (Olympische Spiele) oder Tennis (Wimbledon). Durch seinen Beruf hat er einen recht „ungewöhnlichen“ Lebensstil.